# برهنه برای شیطان
برهنه برای شیطان (ایتالیایی: Nuda per Satana) یک فیلم ترسناک ایتالیایی به کارگردانی لوئیجی باتسلا است که در سال ۱۹۷۴ منتشر شد. از بازیگران ان می‌توان به ریتا کالدرونی و استلیو کاندلی اشاره کرد.